# ویل فرل
جان ویلیام «ویل» فرل (انگلیسی: John William "Will" Ferrell؛ زاده ۱۶ ژوئیه ۱۹۶۷) بازیگر، کمدین، نویسنده و صداپیشه آمریکایی است. فرل ابتدا در اواسط دهه ۱۹۹۰ و با بازی در برنامه پخش زنده شنبه شب معروف شد و بعد از آن در فیلم‌های زیادی اعم از مدرسه قدیمی، گوینده: افسانه ران برگندی، نیمه حرفه‌ای و سرزمین فراموش‌شده و سرسخت شدن را بازی کرد.

## کودکی
ویل زاده سال ۱۹۶۷ است. محل تولدش شهر ارواین، کالیفرنیا بود. مادرش بتی، مدرس دبستان و کالج، و پدرش جوی، یک موسیقی‌دان بود. پدر و مادر ویل هردو از اهالی روئنوک رپیدز بودند که در سال ۱۹۶۴ به ایالت کالیفرنیا رفتند. ویل یک برادر کوچک‌تر به نام پاتریک دارد و در زمانی که ۸ ساله بود پدر و مادرش از هم طلاق گرفتند. ویل بعدها در مورد طلاق والدینش گفت «من از آن دسته از کودکان بودم که به نیمه پر لیوان نگاه می‌کردم و می‌گفتم: هی… از این به بعد باید ۲ کریسمس جشن بگیریم»
ویل فرل دوران مدرسه خود را در همان شهر تولدش، ارواین گذراند. وی در دوران دبیرستان به عضویت تیم فوتبال آمریکایی دبیرستان خود درآمد. در کنار فوتبال آمریکایی، وی فوتبال معمولی را نیز بازی کرده و کاپیتان تیم بسکتبال نیز بود. ویل بعدها اظهار کرد که با وانمود کردن کوبیدن سرش به دیوار، باعث خنده همکلاسی‌هایش می‌شده و این روش بسیار خوبی برای پیدا کردن دوست بوده!
ویل مدرک کارشناسی خود را از دانشگاه کالیفرنیای جنوبی در رشته «پخش ورزشی» دریافت. بعد از دریافت مدرک کارشناسی، ولی اطمینان داشت که هیچ علاقه‌ای به پخش ورزش و شغلی در این زمینه ندارد. پس به دنبال کار رفت. وی ابتدا به عنوان کارگر یک هتل مشغول به کار شد و چندی بعد نیز به عنوان یک تحویل‌دار در ولز فارگو مشغول به کار شد ولی در اینجا نیز ماندگار نبود.
در سال ۱۹۹۱ و طبق توصیه مادرش که به او گفته بود که به دنبال چیزی برورد که به آن علاقه دارد، ویل به شهر لس‌آنجلس رفته و عضو یک گروه کمدین می‌شود و از اینجا بود که او وارد دنیای نمایش شد.

## فعالیت

### گروه گراندینگز
ویل فرل مدتی را به عنوان کمدین مشغول به کار بود ولی بعد از پیوستن به گروه گراندینگز، درمی‌یابد که علاقه زیادی به تقلید دیگران دارد. شخصیت مورد علاقه‌اش هم هری کری، گوینده با سابقه بیسبال بود. اما بعد از مدتی وی به همراه سایر اعضای گروه، تصمیم به خلق شخصیت‌های متفاوتی، زاده ذهن خودشان را می‌گیرند که در این راستا شخصیت برادران کتن خلق می‌شود.
در همین دوره بود که به کمک دوستش توانست کاری برای خود در یک حراجی پیدا کند. کار در حراجی برای او بسیار خوب بود، زیرا هم کار خود را داشت و هم فرصت کافی برای رفتن به نمایش‌ها و تمرین. همچنین از آثار دیگر ویل فرل در این دوره می‌توان به نقش‌های کوتاهش در چند سریال تلویزیونی همچون گرس زیر آتش و زندگی مجردی اشاره نمود. فیلم یک سطل خون نیز نام فیلمی بود که با بودجه بسیار پایین ساخته شده بود و ویل فرل در آن نقش مختصری داشت.

### پخش زنده شنبه شب
در سال‌های ۱۹۹۴ و ۱۹۹۵ که محبوبیت برنامه پخش زنده شنبه شب بالا رفته بود، تهیه‌کنندگان فیلم برای تهیه فصل‌های بعدی نیاز به دست‌اندرکاران جدید برای پروژه خود داشتند. یکی از تهیه‌کنندگان که با گروه گراندینگز آشنا بود، از ویل به همراه دو تن دیگر از هم‌گروهایش دعوت به شرکت در آزمون می‌کند. ویل فرل از سال ۱۹۹۵ به این مجموعه پیوست و در سال ۲۰۰۲ از آن خارج شد.

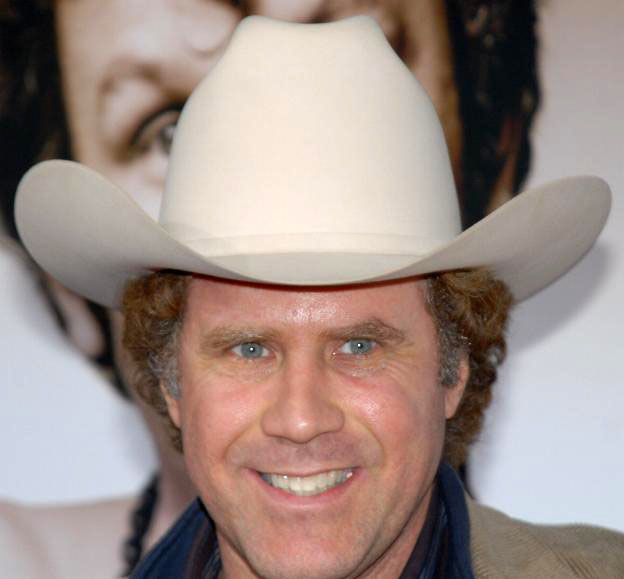
ویل فرل در ۲۰۰۷

در مدتی که وی مشغول به کار در این مجموعه بود، توانست با تقلید از افراد مختلف چون جورج بوش، هری کری، نیل دایمند، جیمز لیپتون، تد کندی، تد کزینسکی، ال گور، صدام حسین و فیدل کاسترو برای خود شهرت خوبی دست‌پا کند.
ویل فرل در سال ۲۰۰۵ و ۲۰۰۹ به عنوان میهمان در این برنامه مجدداً ظاهر شد که مجدداً مانند سال‌های فعالیتش شروع به تقلید از بعضی افراد نامدار کرد.

### فعالیت در سینما
در مدتی که ویل در حال بازی در ساتردی نایت لایو بود، در چندین فیلم مختلف حضور داشت. از جمله این فیلم‌ها می‌توان به این موارد اشاره نمود: آستین پاورز: مرد بین‌المللی رمز و راز، شبی در راکسبری، سوپراستار، آقایان خانم‌نما، آستین پاورز: جاسوسی که مرا تکان داد و جی و باب ساکت پاتک می‌زنند.
اولین درخشش ویل اکا زمانی رخ داد که از برنامه پخش زنده شنبه شب خارج شده بود و در سال ۲۰۰۳ فیلم مدرسه قدیمی را بازی کرد. در وصف این فیلم، روزنامه نیویورک تایمز نوشت که «این فیلم متعلق به آقای فرل است». این فیلم موفقیت بسیار کسب کرد و ویل فرل در نخستین گام‌های خود، بخاطر بازی در این فیلم نامزد دریافت جایزه سینمایی ام‌تی‌وی شد.
بعد از این موفقیت ویل فرل همچنان به بازی در فیلم‌های کمدی ادامه داد و در فیلم دیگری به نام الف بازی نمود. بخاطر این بازی نیز ویل را نامزد دریافت جایزه سینمایی ام‌تی‌وی کردند. با موفقیت فیلم‌های کمدی او، ویل فرل تا سال‌های ۲۰۰۴ و ۲۰۰۵ در همین ژانر در فیلم‌های بیشتری بازی کرد که می‌توان به این موارد اشاره نمود: ملیندا و ملیندا، گوینده: افسانه ران برگندی و استارسکی و هاچ.

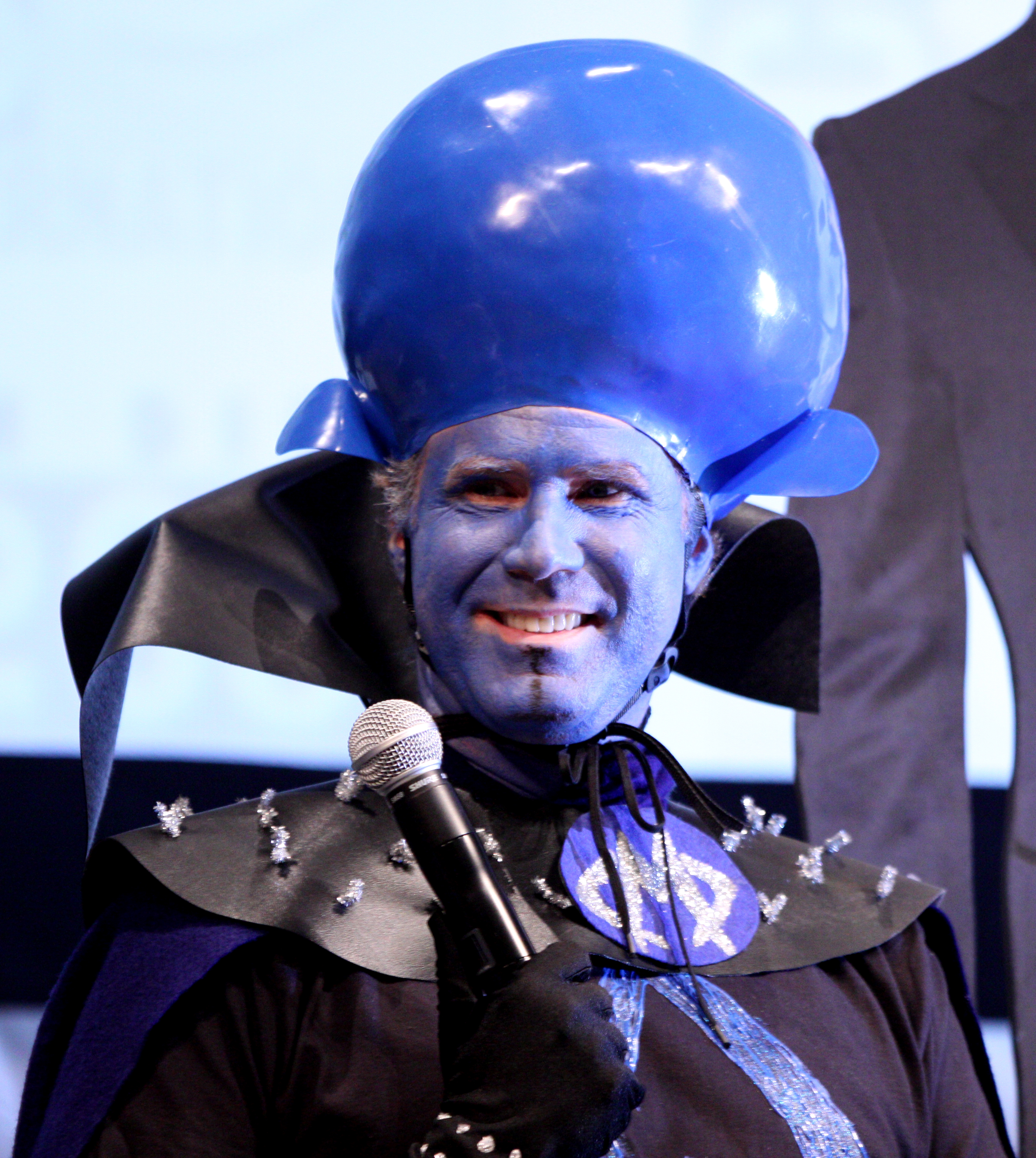
ویل فرل در لباس انیمیشن ابرذهن

از فیلم‌های سال ۲۰۰۶ ویل فرل، غریبه‌تر از تخیل و شب‌های تالادیجا است. هردوی این فیلم‌ها موفقیت خوبی در باکس‌آفیس داشته و جزء فیلم‌های پرفروش شدند. بازی وی در فیلم غریبه‌تر از تخیل باعث نمایش قدرت بالای فرل در بازی در فیلم‌های دراماتیکی شد.
ویل فرل تجربه خوانندگی نیز دارد و تاکنون در چند مراسم مختلف همچون مراسم اهداء جایزه اسپی در سال ۲۰۰۶ و هفتاد و نهمین مراسم جایزه اسکار به همراه جک بلک، اهنگ‌هایی را اجرا کرده است.
در سال ۲۰۰۹ فیلم سرزمین گمشده با بازی وی به روی پرده رفت که شکست بزرگی بود. این فیلم نتوانست فروش خوبی کسب کند و تنها دوسوم چیزی که سازندگان انتظارش را داشتند فروش رفت.
در سال ۲۰۱۰ فیلم اون‌یکی‌ها نمایش داده شد. در این فیلم علاوه بر بازیگری، ویل در سمت تهیه‌کنندگی نیز فعالیت می‌کند. در این فیلم او نقش یک مأمور پلیس را بازی می‌کند و با ستارگانی چون مارک والبرگ، دواین جانسون و ساموئل جکسون هم‌بازی است. برخلاف سرزمین گمشده، این فیلم موفقیت بسیاری کسب کرد و فروش بالایی داشت. همچنین مورد تحسین منتقدان قرار گرفت.
همچنین از کارهای وی می‌توان به فیلم گوینده ۲: افسانه ادامه دارد اشاره نمود که ادامه‌ای بر فیلم سال ۲۰۰۴ است. ویل فرل در سال ۲۰۱۵، در سرسخت شدن شدن بازی کرد.

### صداگذاری
از صدای ویل فرل تاکنون در صداگذاری چندین انیمیشن مختلف استفاده شده. انیمیشن‌هایی چون: خانواده اوبلونگ، مرد خانواده، آقای شوالیه شنبه، امپراتور تپه و انیمیشن مشهور ابرذهن ساخته استودیوی دریم‌ورکس.

## زندگی شخصی
در اوت ۲۰۰۰ ویل با بازیگر سوئدی، ویوکا پالین ازدواج می‌کند. آن‌ها پیش‌تر یکدیگر را در سال ۱۹۹۵ و در یک کلاس بازیگری دیده بودند. این زوج در نیویورک زندگی می‌کنند و ۳ پسر به نام‌های مگنوس (متولد ۲۰۰۴)، متیاس (متولد ۲۰۰۶) و اکسل (متولد ۲۰۱۰) دارند. قابل توجه اینکه وی از دوستان نزدیک و بسیار صمیمی استیو کارل وجونا هیل و جک بلک و مارک والبرگ بازیگران و کمدین‌های معروف هالیوودی است.

## فیلم‌شناسی
| متن عنوان | متن عنوان                              |
| --------- | -------------------------------------- |
| ۱۹۹۵      | یک سطل خون                             |
| ۱۹۹۵      | قلوب مجرم                              |
| ۱۹۹۷      | آستین پاورز: مرد بین‌المللی رمز و راز   |
| ۱۹۹۷      | مردان در جستجوی زنان                   |
| ۱۹۹۸      | شبی در راکسبری                         |
| ۱۹۹۸      | خط صورتی نازک                          |
| ۱۹۹۹      | سوپراستار                              |
| ۱۹۹۹      | دیک                                    |
| ۱۹۹۹      | آستین پاورز: جاسوسی که من را تکان داد  |
| ۱۹۹۹      | حومه                                   |
| ۲۰۰۰      | شیفته زن‌ها                             |
| ۲۰۰۰      | غرق‌شدن مونا                            |
| ۲۰۰۰      | جی و باب ساکت پاتک می‌زنند              |
| ۲۰۰۱      | زولندر                                 |
| ۲۰۰۲      | سفری با قایق                           |
| ۲۰۰۳      | مدرسه قدیمی                            |
| ۲۰۰۳      | الف                                    |
| ۲۰۰۴      | ملیندا و ملیندا                        |
| ۲۰۰۴      | گوینده: افسانه ران برگندی              |
| ۲۰۰۴      | بیدارشو ران برگندی: فیلم گم شده        |
| ۲۰۰۴      | استارسکی و هاچ                         |
| ۲۰۰۴      | اوه، چه مهمانی چای خوبی                |
| ۲۰۰۵      | تهیه‌کنندگان                            |
| ۲۰۰۵      | مهمانان ناخوانده عروسی                 |
| ۲۰۰۵      | گذر از زمستان                          |
| ۲۰۰۵      | افسونگر                                |
| ۲۰۰۵      | لگد زنان و جیغ کشان                    |
| ۲۰۰۵      | داستان وندل بیکر                       |
| ۲۰۰۶      | عجیب‌تر از داستان                       |
| ۲۰۰۶      | شب‌های تالادگا                          |
| ۲۰۰۶      | جورج کنجکاو                            |
| ۲۰۰۷      | تیغ شهرت                               |
| ۲۰۰۸      | نیمه حرفه‌ای                            |
| ۲۰۰۸      | برادرخوانده                            |
| ۲۰۰۹      | سرزمین گمشده                           |
| ۲۰۰۹      | اجناس                                  |
| ۲۰۱۰      | اون‌یکی‌ها                               |
| ۲۰۱۰      | ابرذهن                                 |
| ۲۰۱۰      | همه‌چیز باید برود                       |
| ۲۰۱۲      | خانه پدری من                           |
| ۲۰۱۲      | فیلم یک میلیارد دلاری تیم و اریک       |
| ۲۰۱۲      | مبارزهٔ انتخاباتی                       |
| ۲۰۱۳      | کارآموزی                               |
| ۲۰۱۳      | گوینده ۲: افسانه ادامه دارد            |
| ۲۰۱۴      | فیلم لگو                               |
| ۲۰۱۴      | به من خوش آمدی                         |
| ۲۰۱۵      | سرسخت شدن                              |
| ۲۰۱۵      | فرزند خواندگی مرگبار                   |
| ۲۰۱۵      | خونه بابا                              |
| ۲۰۱۶      | زولندر ۲                               |
| ۲۰۱۷      | خانه                                   |
| ۲۰۱۷      | خونه بابا ۲                            |
| ۲۰۱۸      | هولمز و واتسون                         |
| ۲۰۱۹      | فیلم لگو ۲: بخش دوم                    |
| ۲۰۱۹      | والدین مست                             |
| ۲۰۱۹      | بین دو سرخس: فیلم                      |
| ۲۰۱۹      | زیروویل                                |
| ۲۰۲۰      | سراشیبی                                |
| ۲۰۲۰      | دلقک‌های بی‌عرضه: فیلم                   |
| ۲۰۲۰      | مسابقه آواز یوروویژن: داستان حماسه آتش |
| ۲۰۲۰      | دیوید                                  |
| ۲۰۲۲      | سرزنده                                 |
| ۲۰۲۳      | ولگردها                                |
| ۲۰۲۳      | باربی                                  |
| ۲۰۲۳      | خانم مسابقه                            |
| ۲۰۲۴      | من نفرت‌انگیز ۴                         |
| ۲۰۲۵      | شما صمیمانه دعوت شده‌اید                |